# Natalie Dormer
Natalie Claire Dormer est une actrice britannique née le 11 février 1982 à Reading, dans le Berkshire.
Révélée pour avoir joué la reine Anne Boleyn dans la série dramatique Les Tudors, elle se fait connaître mondialement par son interprétation de Margaery Tyrell dans la série fantasy Game of Thrones. En parallèle, elle joue le rôle récurrent d'Irène dans la série policière Elementary et le rôle de Cressida dans les films Hunger Games.

## Biographie

### Jeunesse et formation
Fille de Claire Richards et Gary Dormer, Natalie Dormer est issue d'une famille recomposée modeste. Elle se destinait à des études d'histoire à l'université ; cependant, elle change d'orientation et s'inscrit à la prestigieuse Webber Douglas Academy of Dramatic Art. Elle est, par ailleurs, membre de la Fencing Academy de Londres. En école d'arts dramatique, elle est étudiante aux côtés de Tom Mison.
Passionnée par le poker, Natalie Dormer a participé au tournoi féminin mondial de PartyPoker.com (en) où elle est arrivée à la seconde place du Celebrity Heat.
Durant son enfance, elle s’intéresse à la danse, la musique et l'art dramatique.

### Carrière

#### DesTudorsàGame of Thrones

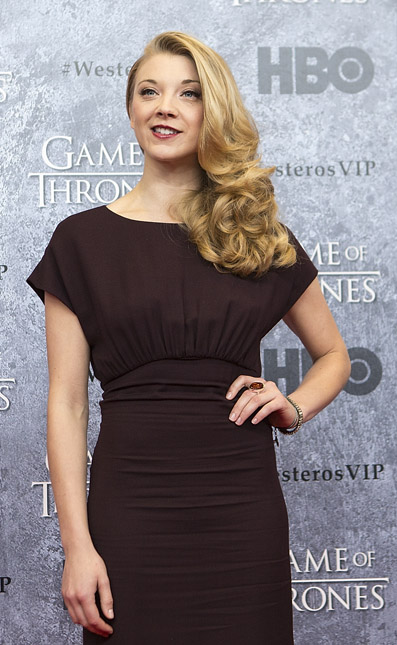
En 2013, pour la première de la saison 3 de Game of Thrones.

Natalie Dormer commence sa carrière d'actrice dans le film Casanova où elle joue, aux côtés de Heath Ledger, le rôle de Victoria. À l'origine, son rôle était moins important que prévu. Mais son interprétation impressionne le réalisateur Lasse Hallström qui lui donne alors plus de temps de présence à l'écran et injecte une dose d'humour au personnage,.
Cette performance lui permet de décrocher un contrat d'exclusivité avec les studios Disney Touchstone pour trois films qui ne verront jamais le jour.
En 2007 et 2008, elle décroche le premier rôle féminin des deux premières saisons de la série Les Tudors : aux côtés de Jonathan Rhys Meyers et Henry Cavill, elle y joue Anne Boleyn, la deuxième et infortunée épouse du roi d'Angleterre, Henry VIII. Elle reçoit de nombreux éloges pour sa performance dans l'interprétation de son personnage.
En 2008, elle tient le rôle de Moira Nicholson dans l'épisode Pourquoi pas Evans ? de la série Miss Marple.
En 2009, elle apparaît dans le film City of Life (en). L'année suivante, elle tourne sous la caméra de la chanteuse américaine Madonna, dans son film W.E. sorti en 2011. Elle y tient le rôle d'Elizabeth Bowes-Lyon. Cette année-là, elle obtient un rôle mineur dans Captain America: First Avenger avec Chris Evans. Et elle joue un rôle régulier aux côtés de Maxine Peake et Neil Stuke dans la série dramatique Silk de la BBC ainsi qu'un rôle principal dans l'unique saison de The Fades, une série horrifique dans laquelle elle incarne une jeune femme capable de voir les fantômes.
Parallèlement, elle fait ses débuts au théâtre en jouant dans la pièce Sweet Nothings. Puis, elle reçoit des éloges à la suite de sa prestation en tant que premier rôle dans After Miss Julie.
Natalie Dormer intègre ensuite le casting de la série Game of Thrones dans la deuxième saison, y incarnant le rôle de Margaery Tyrell. La série devient un véritable phénomène. En effet, Game of Thrones a acquis une fanbase internationale exceptionnellement vaste et active. La série a été plébiscitée par la majorité des critiques, bien que certains aient émis des réserves sur la forte quantité de violence et de sexe dans le récit,.
Dès 2013, elle apparaît dans le rôle récurrent de Jane Moriarty dans la série Elementary, une adaptation moderne des aventures de Sherlock Holmes. Robert Doherty, producteur de la série, fut impressionné par l'actrice dans Game of Thrones, c'est pourquoi il lui écrit un rôle sur mesure. Elle joue cette énigmatique amante et ennemie de Jonny Lee Miller, jusqu'en 2015.
En 2013, elle interprète aussi Door dans une fiction radiophonique sur BBC Radio 4 tirée du roman Neverwhere de Neil Gaiman. Elle donne également la réplique à Brad Pitt, Cameron Diaz, Michael Fassbender, Penélope Cruz, Javier Bardem et Goran Višnjić dans Cartel réalisé par Ridley Scott. Et elle est dirigée par son compagnon de l'époque, Anthony Byrne dans le clip vidéo Someone New d'Hozier.
En 2014, elle obtient le rôle de Cressida dans Hunger Games : La Révolte, partie 1, puis elle reprend ce rôle en 2015 dans Hunger Games : La Révolte, partie 2,. L'année suivante, elle fait partie du jury du 26e Festival du film britannique de Dinard, présidé par Jean Rochefort.

#### Passage au premier plan: Entre cinéma et télévision
En 2016, elle porte le film d'horreur The Forest aux côtés de Taylor Kinney. Les critiques sont mauvaises. 

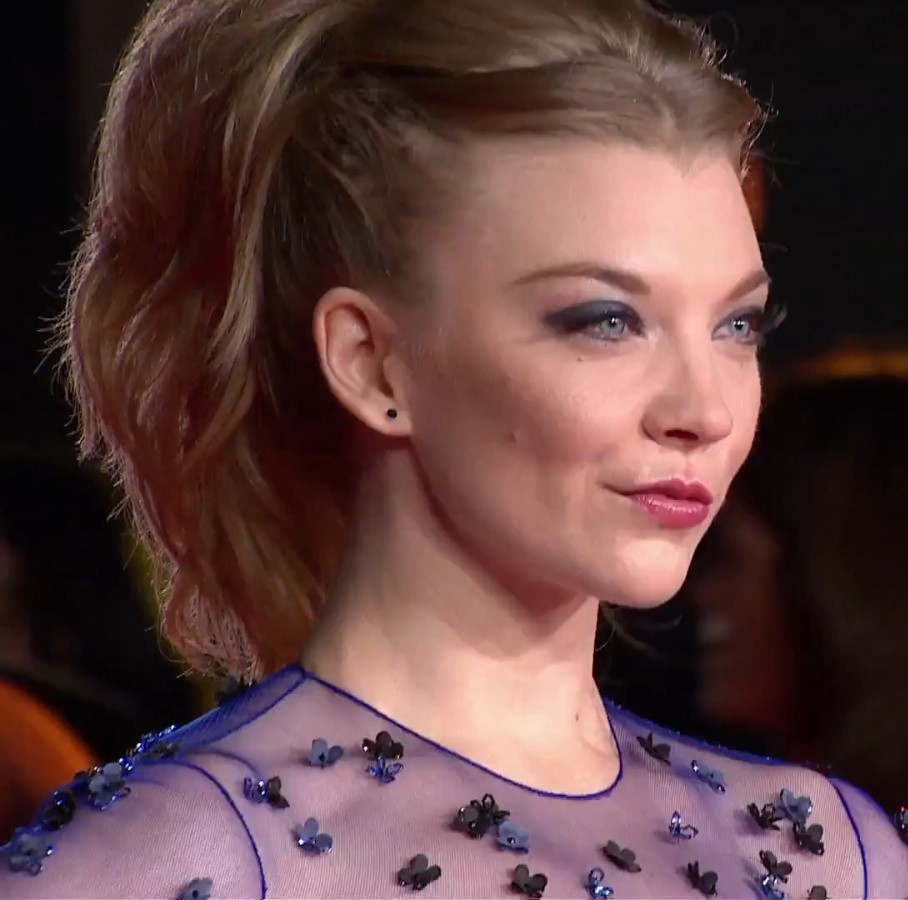
Lors de l'avant-première dHunger Games : La Révolte, partie 1, en 2014 à Londres.

En 2018, elle poursuit pourtant dans ce registre en étant à l'affiche de Patient Zero, une production horrifique réalisée par Stefan Ruzowitzky. Elle n'en oublie pas la télévision, en jouant dans la mini série britannique Picnic at Hanging Rock.
La même année, elle porte surtout le thriller La Part obscure pour lequel elle officie en tant que co-scénariste et productrice. Elle y incarne une pianiste aveugle, qui est témoin du meurtre de sa voisine et qui se retrouve, malgré elle, impliquée dans une affaire de meurtres. Cette production est globalement accueillie positivement par les critiques. Sa performance y est saluée.
Elle termine l'année en participant à la campagne publicitaire d'envergure de la marque Nespresso, aux côtés de George Clooney, sous forme de clin d’œil à Game of Thrones.
En 2019, elle est le premier rôle féminin de The Professor and the Madman, adaptation cinématographique du livre Le Fou et le Professeur (The Surgeon of Crowthorne) de Simon Winchester. Malgré la présence des vétérans, Mel Gibson et Sean Penn, cette production ne séduit pas.
En 2020, elle fait son retour en tête d'affiche de la série dérivée de Penny Dreadful, Penny Dreadful : City of Angels dont l'histoire se déroule à Los Angeles en 1938,.

### Particularité Physique
Natalie Dormer a une paralysie faciale, dû à un traumatisme à la naissance.
Ce défaut est presque invisible lorsque l’actrice sourit mais est visible quand elle a le visage relâché.

### Vie privée
En 2011, elle s'est fiancée à Anthony Byrne, qu'elle a rencontré à Dublin sur le tournage des Tudors en 2007. En novembre 2018, leur rupture est annoncée, après 11 ans de relation.
Depuis 2019, elle est en couple avec le comédien anglais David Oakes.
En janvier 2021, elle accouche d'une fille dont la naissance est annoncée fin avril 2021, la grossesse et l'accouchement ayant été tenus secrets,.

## Théâtre
- 2010 : Sweet Nothings : Mizi[11]
- 2012 : After Miss Julie : Miss Julie[11]

## Filmographie

### Cinéma

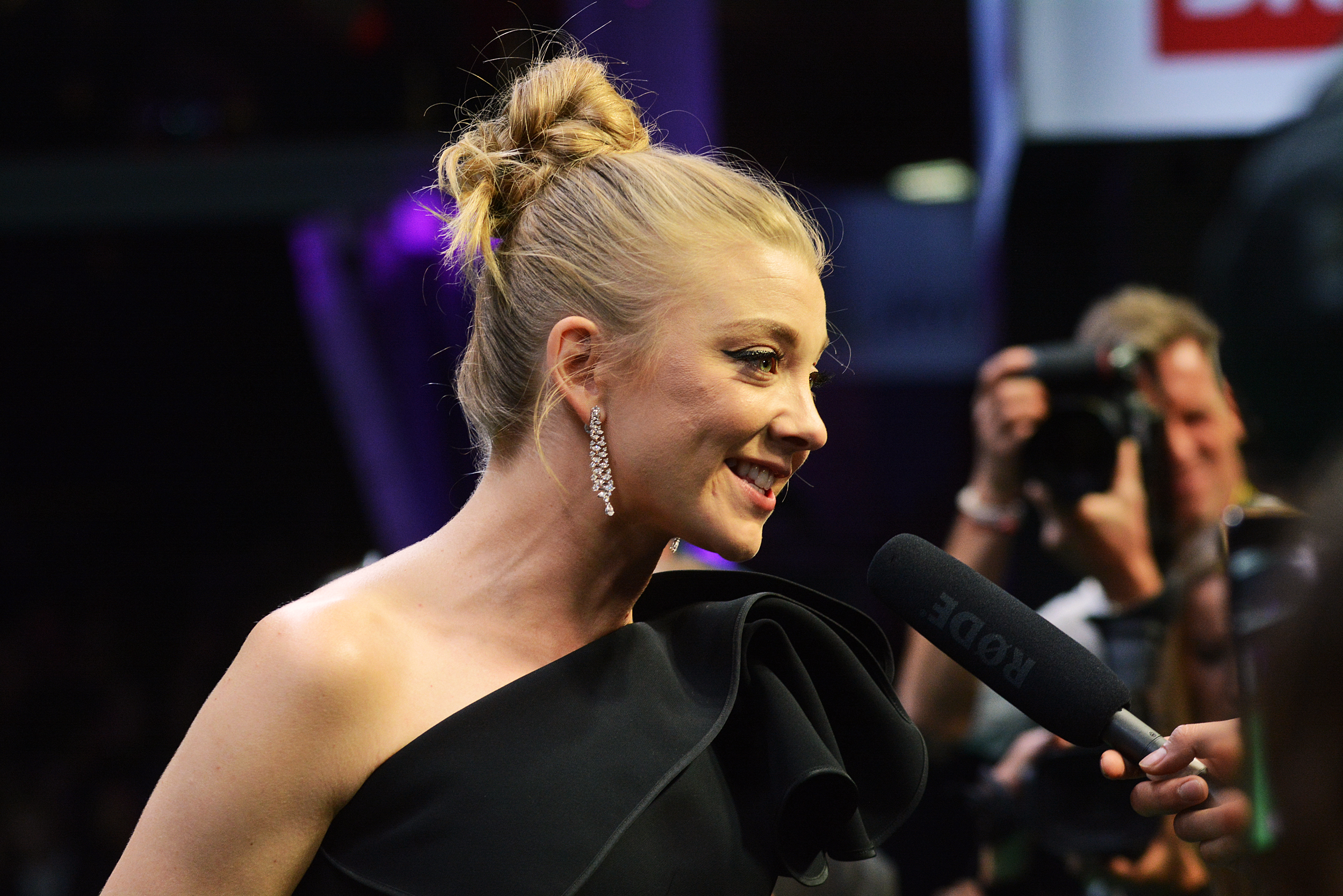
Pour la présentation de la mini-série Picnic at Hanging Rock durant le Festival du film de Zurich, en octobre 2018.

#### Longs métrages
- 2005 : Casanova de Lasse Hallström : Victoria
- 2007 : Le Casse du siècle (Flawless) de Michael Radford : Cassie
- 2009 : City of Life d'Ali F. Mostafa : Olga
- 2011 : W.E. de Madonna : Elizabeth Bowes-Lyon
- 2011 : Captain America: First Avenger de Joe Johnston : Private Lorraine
- 2013 : A Long Way from Home de Virginia Gilbert : Suzanne
- 2013 : Rush de Ron Howard : Gemma
- 2013 : Cartel (The Counselor) de Ridley Scott : La Blonde
- 2014 : The Riot Club de Lone Scherfig : Charlie
- 2014 : The Girl Who Invented Kissing de Tom Sierchio : Patti
- 2014 : Hunger Games : La Révolte, partie 1 de Francis Lawrence : Cressida
- 2015 : Hunger Games : La Révolte, partie 2 de Francis Lawrence : Cressida
- 2016 : The Forest de Jason Zada : Sara / Jess Price
- 2018 : La Part Obscure (In Darkness) de Anthony Byrne : Sofia, la musicienne aveugle (également productrice et co-scénariste)
- 2018 : Patient Zero de Stefan Ruzowitzky : Dr. Gina Rose
- 2019 : The Professor and the Madman de Farhad Safinia : Eliza Merrett
- 2019 : Pets United de Reinhard Klooss : Belle (voix originale)
- 2024 : La Guêpe (The Wasp) de Guillem Morales : Clara Jackson

#### Courts métrages
- 2012 : Electric Cinema: How to Behave de Marcel Grant : Lauren Bacall
- 2013 : The Ring Cycle de Erin Cramer : Millie
- 2013 : The Brunchers de Matt Winn : Her
- 2016 : The Roof de Natalie Abrahami : Une fan
- 2018 : Nespresso: The Quest de Grant Heslov : La Reine

### Télévision

#### Séries télévisées
- 2005 : Distant Shores : Mobile Woman (1 épisode)
- 2007 : Rebus : Phillippa Balfour (1 épisode)
- 2007-2010 : Les Tudors : Anne Boleyn (21 épisodes)
- 2009 : Miss Marple : Moira Nicholson (1 épisode)
- 2011 : Silk : Niamh Cranitch (6 épisodes)
- 2011 : The Fades : Sarah Eitches (mini-série - 6 épisodes)
- 2012-2016 : Game of Thrones : Margaery Tyrell (26 épisodes)
- 2013-2015 : Elementary : Irene Adler / Jamie Moriarty (6 épisodes)
- 2018 : Picnic at Hanging Rock (en) : Mrs. Appleyard (6 épisodes)
- 2019 : Dark Crystal : Le Temps de la résistance : Onica (voix originale - 3 épisodes)
- 2020 : Penny Dreadful : City of Angels : Magda / Elsa / Alex

#### Téléfilms
- 2009 : Masterwork de Jeffrey Nachmanoff : Mo Murphy
- 2011 : Poe d'Alex Graves : Celeste Chevalier
- 2015 : The scandalous Lady W de Sheree Folkson : Seymour Worsley

### Jeux vidéo
- 2014 : Game of Thrones: A Telltale Games Series : Margaery Tyrell (voix originale)
- 2017 : Mass Effect: Andromeda : Dr Lexi T'Perro (voix originale)

### Clips
- 2015 : Someone New de Hozier

## Distinctions
Sauf indication contraire ou complémentaire, les informations mentionnées dans cette section proviennent de la base de données IMDb.

### Récompenses
- NewNowNext Awards 2014 : meilleure révélation féminine dans un film pour Hunger Games : La Révolte, partie 1
- CinEuphoria Awards (es) 2020 : Honorary Awards pour l'ensemble de la distribution de Game of Thrones
- 26e cérémonie des Screen Actors Guild Awards 2020 : meilleure distribution pour une série télévisée dramatique dans Game of Thrones

### Nominations
- Prix Gemini 2008 : meilleure performance par une actrice dans une série télévisée dramatique pour Les Tudors
- Festival de télévision de Monte-Carlo 2008 : meilleure actrice dans une série télévisée dramatique pour Les Tudors
- Prix Gemini 2009 : meilleure performance par une actrice dans une série télévisée dramatique pour Les Tudors
- 20e cérémonie des Screen Actors Guild Awards 2014 : meilleure distribution pour une série télévisée dramatique dans Game of Thrones
- 21e cérémonie des Screen Actors Guild Awards 2015 : meilleure distribution pour une série télévisée dramatique dans Game of Thrones
- The Equity Ensemble Awards 2019 : meilleure distribution dans une mini série ou un téléfilm pour Picnic at Hanging Rock

## Voix françaises
| - Sandra Valentin dans : - Game of Thrones (série télévisée) - Elementary (série télévisée) - Hunger Games : La Révolte, partie 1 - Hunger Games : La Révolte, partie 2 - The Forest - La Part Obscure - Julie Turin dans (les séries télévisées) : - Les Tudors - Miss Marple | et aussi - Karine Foviau dans Casanova - Diane Dassigny dans Rush - Isabelle Sempéré dans The Riot Club - Stéphanie Hédin dans Picnic at Hanging Rock (série télévisée) - Ludivine Maffren dans Dark Crystal : Le Temps de la résistance (série télévisée) - Fanny Gatibelza dans The Professor and the Madman - Flora Brunier dans Penny Dreadful: City of Angels (série télévisée) |